# Emil H. Lubej
Emil H. Lubej (* 3. November 1950 in Wien) ist ein österreichischer Musikwissenschaftler. Er war Assistenzprofessor für Vergleichende Musikwissenschaft am Institut für Musikwissenschaft an der Universität Wien sowie Gründer des Internet-Radios Emap.FM.

## Biografie
Nach einer Ausbildung im Beruf des Vaters als orthopädischer Schuhmachermeister und abgeleistetem Präsenzdienst orientierte sich Emil Lubej neu und schlug eine musikalische Laufbahn ein. 1975 schloss er sowohl ein Klavierstudium am Ehrbar-Konservatorium, als auch ein Kompositionsstudium bei Professor Urbanner an der Musikhochschule Wien ab. 1975/76 studierte Lubej Kirchenmusik an der Musikhochschule Wien und wurde 1976 Kapellmeister bei den Wiener Sängerknaben. Anschließend war er als freier Kapellmeister im Bereich der Kirchen- und Theatermusik und als Liedbegleiter tätig. Ab dem Wintersemester 1982/83 studierte er Musikwissenschaft und Logistik an der Universität Wien, 1987 promovierte er mit einer Arbeit über „Die Gesänge der 'tenores' aus Sardinien“. Von 1986 bis zu seiner Pensionierung 2016 war Emil Lubej am Institut für Musikwissenschaft beschäftigt und hielt ab dem Wintersemester 1988/89 kontinuierlich Lehrveranstaltungen, die vornehmlich dem Bereich der Systematischen Musikwissenschaft zuzurechnen sind, ab. Themen waren etwa „Beschallung und akustische Messtechnik“, „Neue Medien und Musiktechnologien“, „Recording, Mix & Mastering“ und „Live-Recording und CD-Produktion“. Lubej bot außerdem regelmäßig „Laborübungen“ an, im Zuge derer er Studierenden u. a. ermöglichte, bei Veranstaltungen in und um Wien selbst Tonaufnahmen zu machen und diese auf Emap.FM live zu streamen bzw. dort zu archivieren.
2002 gründete Emil Lubej ein unabhängiges Internet-Radio mit Sitz in Wien, Emap.FM – Internet R@dio for World Wide Ethno Music and Reports. Dieses nicht-kommerzielle Radio wird neben finanziellen Zuschüssen von Sponsoren und Werbeeinnahmen vornehmlich durch Eigenmittel erhalten. Das Radio spielt Weltmusik von Tonträgern und aus Eigenproduktionen und überträgt Konzerte.

## Publikationen
- Orchesterkatalog zeitgenössischer österreichischer Komponisten.- Hrsg. v. Österr. Komponistenbund. Red. Emil H. Lubej, Michael Rot & Walter Smolyan Wien: Lafite, 1976. 2 Bde.
- Die Gesänge der 'tenores'. In: Plopp Art.- Wien, 1986, S. 4–10.
- Automatische Intonationsanalyse über die multi-modale Verteilung und deren statistische-geographische Auswertung am Beispiel der 'tenores' aus Sardinien. In: Musicologia Austriaca 7.- S. 129–155.- Föhrenau, 1987
- Die Gesänge der 'tenores' aus Sardinien.- Wien, Phil.Diss, 1987
- Wiener Oboe vs. französische Oboe: Signifikante Merkmale und Unterschiede im akustischen Signal. In: Gregor Widholm & Michael Nagy [Hg.]: Das Instrumentalspiel. Bericht vom Internationalen Symposium in Wien, 12.–14. April 1988. S. 97–108. Wien, München: Doblinger, 1989
- EDV in der Musikwissenschaft. Zusammenfassung des gleichnamigen Vortrages vom 2. März 1989 im Rahmen der ÖGMw.- In: Mitteilungen der Österreichischen Gesellschaft für Musikwissenschaft Nr. 20, Juli 1989, S. 26–27.
- Notenschrift am PC – „Note Processor“. In: Mitteilungen der Österreichischen Gesellschaft für Musikwissenschaft Nr. 21, Februar 1990, S. 9–12.
- Ethnomusikologisches Analyse Programm (EMAP) zur Verarbeitung musikalischer Informationen am PC. In: Beiträge vom 20. Ethnomusikologisches Seminar. Bratislava, 1990. S. 79–93
- Emil Lubej, Hermann Fritz & Walter Deutsch: Diakritische Zeichen für Transkriptionen nach Tonbandaufzeichnungen. In: Dokumentation der Sommerakademie – Volkskultur 1992 v. 22.8.-4.9.1992 Altmünster/Gmunden, OÖ.- S. 102–104.-Wien: Österr. Volksliedwerk, 1992
- Musikalische Transkription – computerunterstützt. In: Dokumentation der Sommerakademie – Volkskultur 1992 v. 22.8.-4.9.1992 Altmünster/Gmunden, OÖ.- S. 104–107.-Wien: Österr. Volksliedwerk, 1992
- A Portable Digital Acoustic Workstation in High Fidelity.- In: Computing in Musicology. An Directory of Applications. Vol. 8 1992 S. 96–98.- Ed.by Walter B. Hewlett und Eleanor Selfridge-Field.- Menlo Park, CA: Center for Computer Assisted Research in the Humanities, 1992
- Genre in the Repertoire of the Sardinian 'tenores'. In: Ethnomusicologica II. Atti del VI European Seminar in Ethnomusicology. Siena 17–21 Agosto 1989. Siena: Accademia Musicale Chigiana, 1993
- Die Stimmgebung in den Gesängen der „tenores“ aus Sardinien. In: Wiener Veröffentlichungen zur Musikwissenschaft Bd. 31. Vergleichend-systematische Musikwissenschaft. Beiträge zu Methode und Problematik der systematischen, ethnologischen und historischen Musikwissenschaft. Franz Födermayr zum 60. Geburtstag. Elisabeth Th. Hilscher und Theophil Antonicek (Hg.). Tutzing: Schneider, 1994. S. 383–394.
- Akustische Analysen slowakischer Aerophone. Fujara und Pistala. In: Studia instrumentorum musicae popularis XI. Erich Stockmann, Andreas Michel, Birgit Kjellström [Hg.]. Report from the 11th International Meeting of the International Council of Traditional Music´s Study Group on Folk Music Instruments in Smolenice, Slovakia 1992. Musikmuseet Stockholm 1995, S. 122–126
- Forschungen zum „Faschingbrief“ im Ausseerland In: Mitteilungen der Österreichischen Gesellschaft für Musikwissenschaft Nr. 30, September 1996, S. 52–60.
- EMAP (EthnoMusicologal Analysis Program) for Windows95 and WindowsNT. In: Computing in Musicology. An International Directory of Applications. Vol. 10 1995-96. Ed. by Walter B. Hewlett & Eleanor Selfridge-Field. S. 151–154 Stanford, Center for Computer Assisted Research in Humanities, 1996
- Musik der Bosnier im Raum Wien: Eine soziokulturelle Studie. In: Echo der Vielfalt – Echoes of Diversity. Traditionelle Musik von Minderheiten ethnischer Gruppen. Herausgegeben von Ursula Hemetek unter Mitarbeit von Emil H.Lubej. Böhlau, 1996, S. 101–108. In: Schriften zur Volksmusik Bd. 16
- Echo der Vielfalt – Echoes of Diversity. Traditionelle Musik von Minderheiten/ethnische Gruppen. Herausgegeben von Ursula Hemetek unter Mitarbeit von Emil H. Lubej. Böhlau, 1996.
- Zeit in der Musik – Musik in der Zeit. Die Universität 3/96.